# Tantal
Tantal was een merk van modelauto's en -motoren uit de voormalige Sovjet-Unie. Deze modellen zijn verkocht onder verschillende namen. Een veelvoorkomende manier om ernaar te verwijzen is door ze Saratov-modellen te noemen, naar de oblast Saratov waarin ze zijn gebouwd.

## Geschiedenis
De in 1949 opgerichte fabriek was aanvankelijk een werkplaats voor de reparatie van tanks en de productie van onderdelen. Halverwege de jaren zestig werden machines in gebruik genomen voor de productie van die-cast onderdelen. Met deze techniek (onder druk metaal gieten) werd vanaf 1969 onder de merknaam Tantal, vernoemd naar het scheikundig element tantaal, ook een Dnepr-motorfiets in schaal 1:30 uitgebracht.

### Radon
In 1971 volgde de eerste modelauto, een Moskvitsj 412 (modelnummer A1), in 1973 gevolgd door de Moskvitsj 408 (A2) en de Moskvitsj-varianten 426, 427, 433 en 434 (A3-A6). Door een toenemende vraag werden de modelauto's ook in een tweede fabriek in productie genomen onder de naam Radon, vernoemd naar het scheikundig element radon.
Vanaf halverwege de jaren zeventig begon de grootschalige productie van Sovjet-modelauto's. Naast Moskvitsj-modellen verschenen ook modelauto's van (in alfabetische volgorde) IZj, Lada, RAF, Russo-Baltique, Tsjaika, UAZ, Volga, ZAZ en ZiL. De modellen kregen een A-nummer in de volgorde van verschijning tot men in 1986 besloot daarmee te stoppen.
De verschillende modellen vormden de basis voor een grote variatie aan uitvoeringen (zoals ambulance, verkeerspolitie, Aeroflot-escorte en voor de Olympische Zomerspelen 1980) en uitrustingen, bijvoorbeeld met een imperiaal of Skif-vouwwagen. De die-cast vrachtwagenmodellen van het merk Kamaz in schaal 1:43 werden gemaakt door Elekon.

### Novoexport
De modelauto's werden een groot succes in de Sovjet-Unie en ook geëxporteerd door het staatsexportbureau Novoexport. De naam Novoexport werd in de jaren zeventig ook op de verpakkingen vermeld maar later vervangen door een grote variatie aan doosjes met verschillende afbeeldingen en opschriften, nadat de export was overgenomen door het exportbureau Zapchastexport. Vanwege de export stond vanaf de jaren tachtig de tekst "Made in USSR" niet langer in cyrillisch schrift op de bodemplaten.
Onder de naam Novoexport werden ook modelbouwsets van vliegtuigen en schepen verkocht, evenals  plastic 1:43-schaalmodellen die werden gemaakt in Tbilisi en in Donetsk. Deze hadden echter niets te maken met de Saratov-modellen maar waren gemaakt met door Polistil in de jaren tachtig aan Novoexport verkochte mallen van de Politoys M- en Export-serie. Het ging daarbij om West-Europese automodellen zoals de Renault 16, Iso Grifo en Fiat 125.
Hoewel de proporties en detaillering van de Saratov-modellen over het algemeen zeer goed waren, was de kwaliteit sterk wisselend. Door problemen met de productieplanning, slijtage van de mallen en de wisselende kwaliteit van de gebruikte grondstoffen (meestal zamak), waren het giet- en lakwerk regelmatig van slechte kwaliteit of trad na verloop van tijd zinkpest op.

### Agat
Met het uiteenvallen van de Sovjet-Unie kwam ook een einde aan het grote succes van de Saratov-modellen. Agat was samen met Litan een van de twee bedrijven die in het midden van de jaren negentig de Radon/Tantal-combinatie opvolgden. Het grootste deel van de voormalige productie werd voortgezet onder de naam Agat en ook het door Litan ontwikkelde Lada 110-model werd aan het Agat-assortiment toegevoegd, aangevuld met verschillende nieuwe modellen (GAZel, Lada 112) en nieuwe versies van de oudere modellen.
Hoewel de modelauto's die in de jaren negentig in Saratov werden gemaakt soms nog steeds van slechte kwaliteit waren, werd de kwaliteit van de recentere Agat-modellen weer goed. Agat ging in 2007 failliet maar de productie van de 1:43-schaalmodellen werd voortgezet door het bedrijf Incotex.

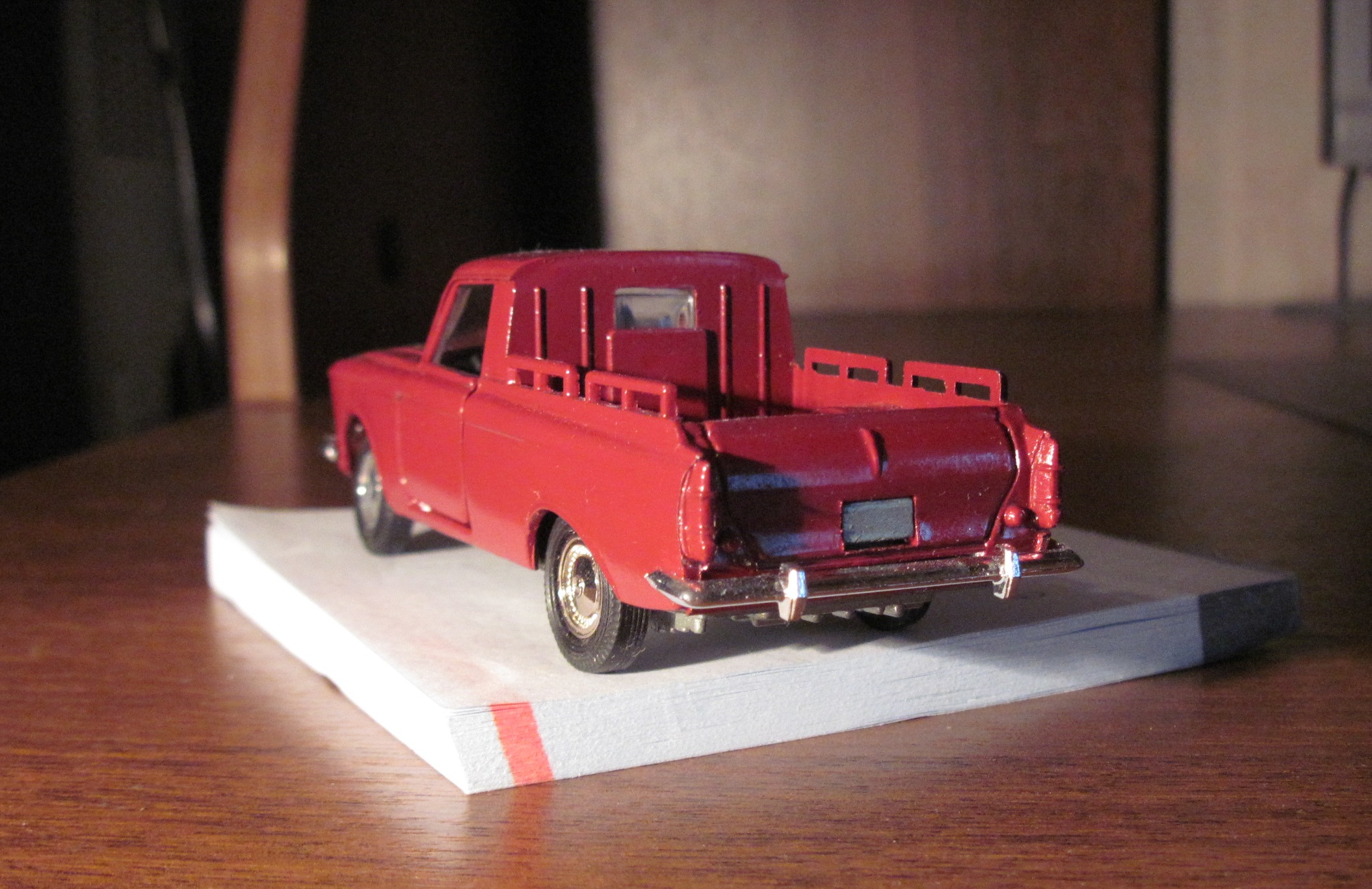
Moskvitsj pick-up (A19)
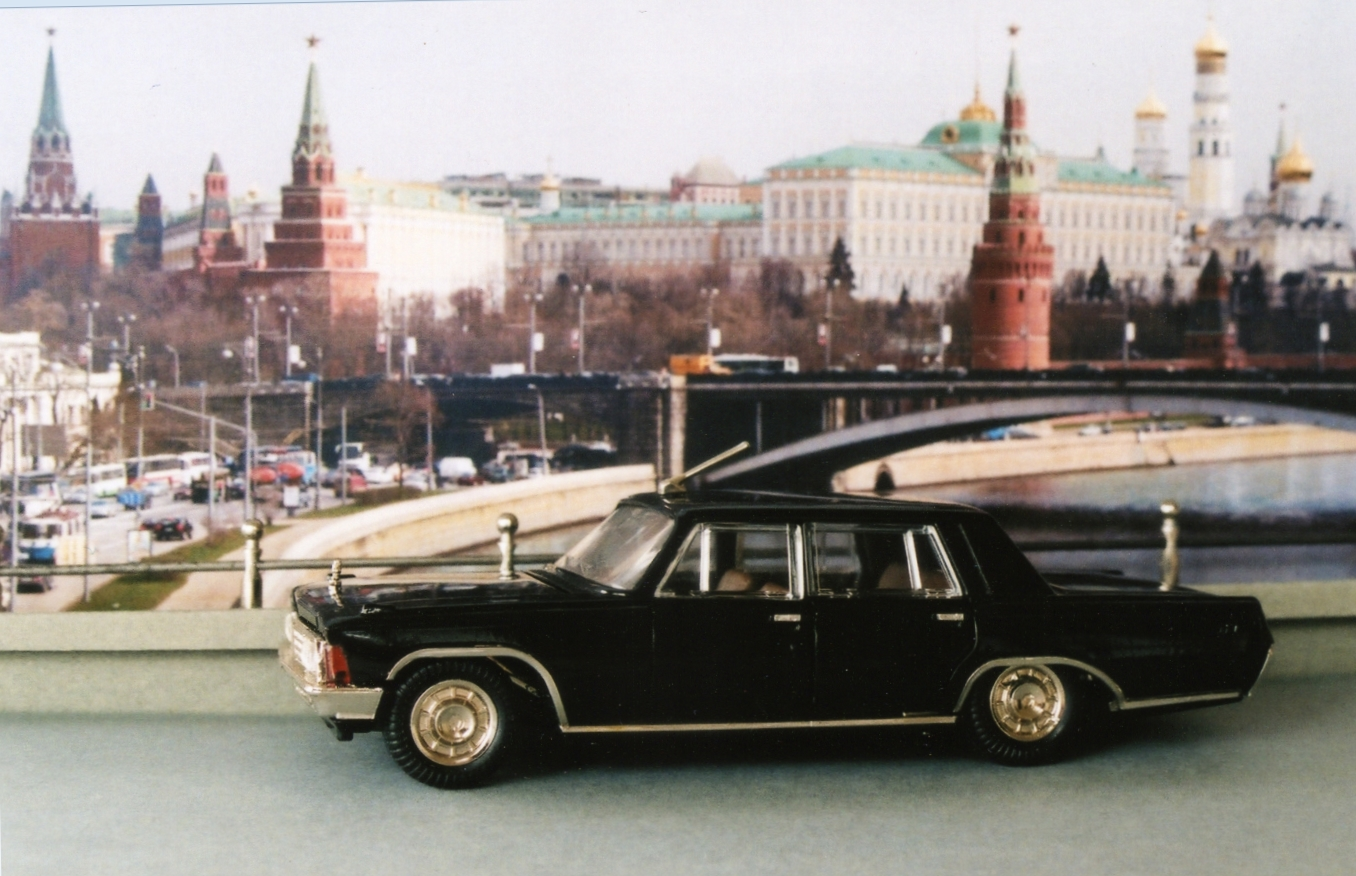
ZiL 117 (A31)
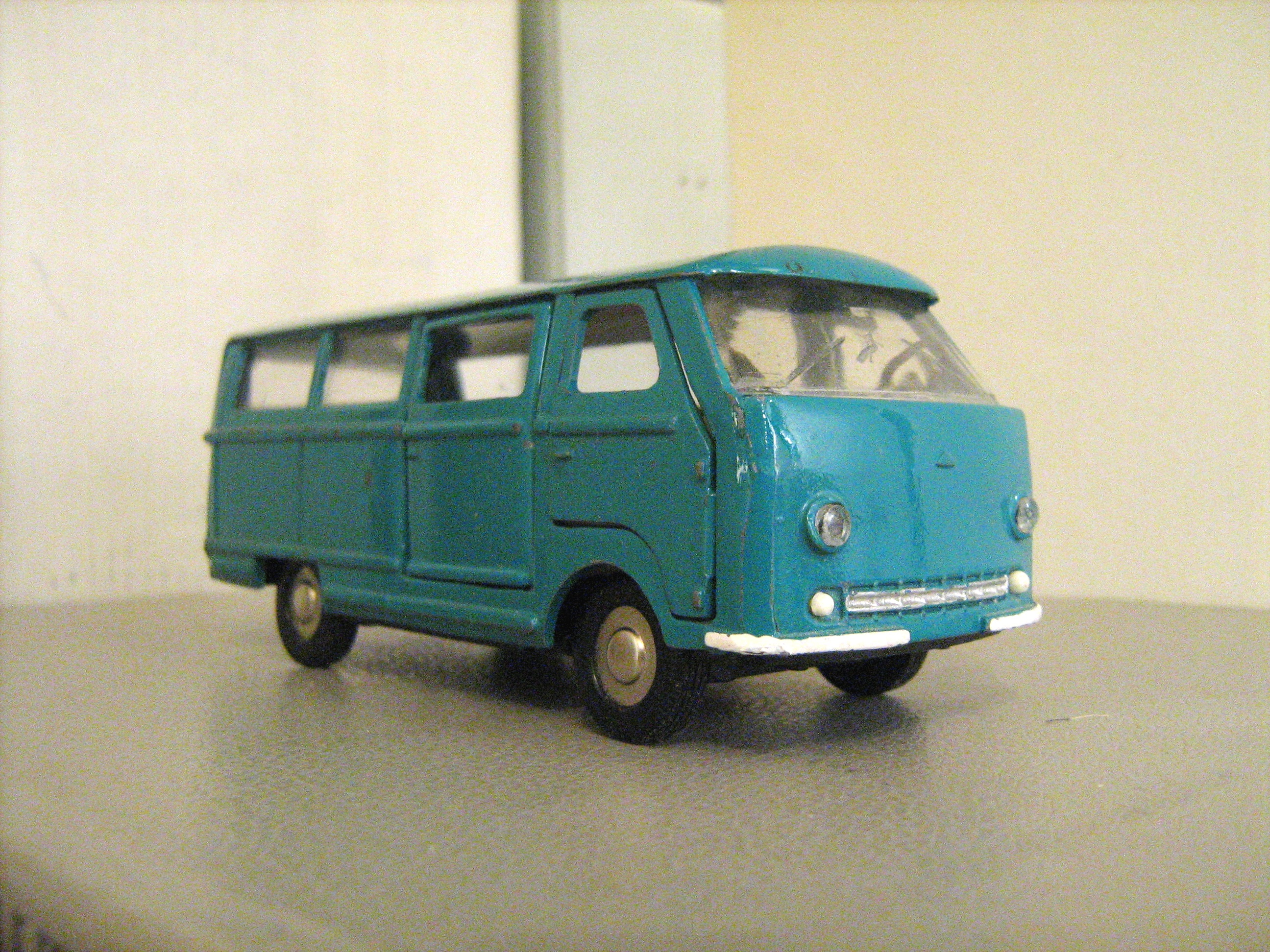
RAF 977 (Novoexport)
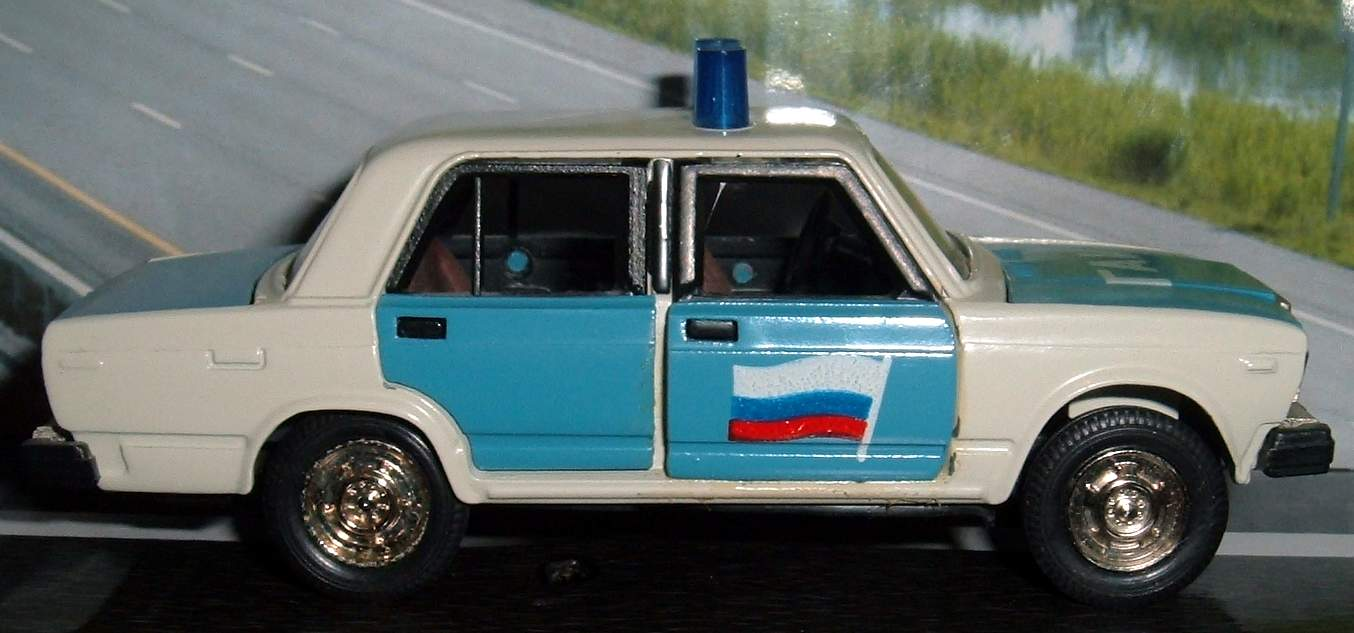
Lada 2107 (Agat)

Abrex ·
Action ·
Agat ·
AHC Models ·
Amalgam ·
AWM ·
Apek ·
Artitec ·
Aurometal ·
Autoart ·
B-A-C ·
Bandai ·
Barlux ·
Best box ·
Bburago ·
BGM ·
Biante ·
Blue Box ·
Brami ·
Brekina ·
Britains ·
Buby ·
Budgie ·
Bymo ·
Cararama ·
Carex ·
Carisma ·
Carson ·
Charbens ·
Champion ·
CM's ·
Compact Specials Europe ·
Conrad ·
Corgi ·
Darda ·
DeAgostini ·
De Backer ·
Diamond Label ·
Dinky Toys ·
Doorkey ·
Edocar ·
Efsi ·
Eko ·
Elekon ·
Eligor ·
Ellas ·
ERTL ·
Espewe ·
Estetyka ·
Exoto ·
Faller ·
Galgo ·
Gama ·
Gasquy ·
Gisima ·
GMP ·
Greenlight ·
Grell ·
Guiloy ·
Guisval ·
Hasegawa ·
Herpa ·
Highspeed ·
Holland Oto ·
Hongwell ·
Hot Wheels ·
Husky ·
Igra ·
Italeri ·
J.M.K. ·
Jada Toys ·
Joal ·
Johnny Lightning ·
Jouef ·
Joy city ·
Kaden ·
KEES ·
Kenner ·
Kentoys ·
Konami ·
KOVAP ·
Kyosho ·
LEGO ·
Lesney ·
Limocars ·
Lion Toys ·
Lledo ·
Lone Star ·
Maisto ·
Majorette ·
Märklin ·
Marx ·
Matchbox ·
Mebetoys ·
Mercury ·
Metchy ·
Miho ·
Miniauto ·
MiniChamps ·
Mira ·
Monogram ·
Monti System ·
Morestone ·
MotorMax ·
Muky ·
Neo Scale Models ·
New Ray ·
Norev ·
Norscot ·
Novoexport ·
NZG ·
Onyx ·
Oxford Diecast ·
Permot ·
Pilen ·
Pioneer ·
Plasticart ·
Playart ·
Pocher ·
Poliguri ·
Polistil ·
Politoys ·
Portegies ·
Premium Classixxs ·
Racing Champions ·
Radon ·
Rainbow Toys ·
R.A.M.I. ·
Realtoy ·
Real-X ·
Redbox ·
REI ·
Replicars ·
Retro 43 ·
Revell ·
Rietze ·
Rivarossi ·
Road Signature ·
Roco ·
Ros ·
RW Modell ·
Sablon ·
Safir ·
Schabak ·
Schuco ·
SEBA ·
Septoy ·
Shelby Collectables ·
SIKU ·
Směr ·
Solido ·
Spark ·
Speedy ·
Summer ·
Tamiya ·
Tantal ·
Tekno ·
Tematoys ·
Tin Toys ·
Tomica ·
Tonka ·
Tootsietoy ·
Tuf Tots ·
Universal Hobbies ·
Valvoline ·
Vemi ·
Welly ·
Wiking ·
Winner ·
Wörlein ·
WSI ·
X-concepts ·
Yatming ·
Yaxon ·
Yow Modellini ·
Zee toys ·
Zylmex